# Nordisk rätt
Nordisk rätt är de nordiska ländernas rättssystem. Begreppet används både om aktuella rättsförhållanden och rättshistoriskt, vid studier av framväxten av de nordiska folkens och ländernas rättssystem och likheter mellan dem. En alternativ term är den nordiska grenen av kontinentaleuropeisk rätt. I äldre rättshistoriska sammanhang räknas nordisk rätt ofta som en del av germansk rätt.
I likhet med hela den kontinentaleuropeiska rättsfamiljen bygger den nordiska rätten i huvudsak på rättsregler som finns i lag, till skillnad från den angloamerikanska rättsfamiljen som i högre utsträckning bygger på prejudikat skapade av domare.

## Olika vågor av utländska influenser
Enstaka lagar och rättskällor från Norden finns från perioden före 1200-talet. Det är dock från mitten av 1200-talet som ett mer centraliserat styre av de nordiska länderna, och av kyrkan, växer fram. I samband med detta kom ett antal landskapslagar till. Ett utmärkande drag för de nordiska landskapslagarna och de något senare landslagarna var dock att de skrevs på folkspråken och inte på latin.
En äldre rättshistorisk tolkning av landskapslagarna var att de var en nedteckning av en betydligt äldre, muntligt traderad rättstradition som var specifikt germansk. Denna tolkning har sin början under 1600-talet, utvecklades ytterligare under 1800-talet då också inflytandet från tysk rättsdoktrin var stort på de nordiska länderna, och levde kvar långt in på 1900-talet. Senare tolkningar har varit att landskapslagarna förvisso var en formalisering av gällande sedvanerätt, men också har tydliga drag av romersk rätt och kanonisk rätt, som lärdes ut vid de juridiska fakulteterna på de tidiga europeiska universiteten på kontinenten.
En förnyad våg av influens från romersk rätt, mer specifikt tysk-romersk rätt, inträffade i Sverige från början av 1600-talet, då hovrätterna inrättades, med jurister som var universitetsutbildade i svensk och romersk rätt. De äldre inhemska lands- och stadslagarna var inte utformade för 1600-talets förutsättningar, och hovrätternas jurister anpassade därför praxis till sin tids handel och samhällsliv. Motsvarande utveckling skedde även i Danmark. Efter kodifikationsarbete resulterade dessa utvecklingar i Kristian V:s Danske Lov 1683, Kristian V:s Norske Lov 1687 och i Sverige 1734 års lag, efter mer än 40 års arbete av 1686 års lagkommission. Under detta tidevarv förekom också influenser mellan de nordiska länderna, vilket upprätthöll vissa specifika drag i den nordiska rätten. Exempelvis byggde sjörätten i 1683 års Danske Lov på Sveriges sjölag från 1661, och de tidigare slutförda danska kodifieringarna studerades i Sverige inför 1734 års lag.

## Tidigare tolkningar av nordisk rätt som del av en gemensam germansk rätt
De tidigare tolkningarna var att äldre tiders nordiska rätt visade upp den germanska rättens allmänna karaktär, men samtidigt vissa särdrag som antogs bero på att de nordiska folken i äldre tider hade andra livsvillkor än övriga germanska folk. Efter uppdelningen på tre särskilda folk (svenskar, danskar och norrmän), framträdde sedan särdrag mellan svensk, dansk och norsk rätt. En fjärde grupp utgörs av isländsk rätt. Även om Island fått sin ursprungliga befolkning och grunddragen av sitt rättsväsen från Norge, fick den isländska rätten en egen prägel på grund av de särskilda förhållandena där och den politiska självständighet som ön bevarade under århundraden.
Senare rättshistoriska tolkningar har snarare hittat ett generellt kontinentaleuropeiskt inflytande på nordisk rätt, än en gemensam germansk urrätt.